# Theodor Wolf
Franz Theodor Wolf (Bartholomä, 13 febbraio 1841 – Dresda, 22 giugno 1924) è stato un naturalista ed esploratore tedesco.
Pubblicò il suo Ein Besuch der Galápagos-Inseln, Sammlung von Vortraegen fuer das deutsche Volk ("Una visita alle isole Galápagos: una raccolta di presentazioni per il popolo tedesco") nel 1892. Le sue osservazioni includono anche note sulla popolazione umana sulle isole.
Eseguì un'indagine geologica sull'Ecuador continentale, ma sfortunatamente le sue collezioni andarono perse.